# Ekalaka (Montana)
Ekalaka es un pueblo ubicado en el condado de Carter en el estado estadounidense de Montana. En el Censo de 2010 tenía una población de 332 habitantes y una densidad poblacional de 122,67 personas por km².

## Geografía
Ekalaka se encuentra ubicado en las coordenadas 45°53′21″N 104°33′5″O / 45.88917, -104.55139. Según la Oficina del Censo de los Estados Unidos, Ekalaka tiene una superficie total de 2.71 km², de la cual 2.7 km² corresponden a tierra firme y (0.1%) 0 km² es agua.

## Demografía
Según el censo de 2010, había 332 personas residiendo en Ekalaka. La densidad de población era de 122,67 hab./km². De los 332 habitantes, Ekalaka estaba compuesto por el 96.39% blancos, el 0% eran afroamericanos, el 1.2% eran amerindios, el 0% eran asiáticos, el 0% eran isleños del Pacífico, el 0.3% eran de otras razas y el 2.11% pertenecían a dos o más razas. Del total de la población el 1.2% eran hispanos o latinos de cualquier raza.